# Linus Brodin
Otto Linus Brodin, född 4 september 1889 i Västra Ämterviks församling, Värmlands län, död 29 juli 1963 i Kristinehamn, var en svensk hembygdsforskare, författare och journalist. Han använde pseudonymen Fryksdalspojken.

## Biografi
Föräldrar var gästgivaren Olof Brodin och Maria Jonsson och han tillhörde en gammal bondesläkt, vars anor går tillbaka till 1500-talet. Brodin genomgick folkskola och handelsskola och han tjänstgjorde först som bruksbokhållare, varefter han blev banktjänsteman och slutligen journalist.
Brodin är författare till ett stort antal böcker och minnesskrifter om värmländska orter, kyrkor, företag och personer samt manus till bygdespel. Han verkade som föredragshållare och var även riksantikvariens ombud i Värmland. 
Han uppträdde själv i Värmlänningarna i rollen som Stor-Sven i Sällskapet Wermlänningarnes urpremiär den 24 april 1929 i Arvika (tillsammans med Axel Kling, Elis i Taserud, Lars Zetterquist, Ture Ander, Gunnar Turesson, med flera).